# Aïn Boucif (distrito)
Aïn Boucif é um distrito localizado na província de Médéa, Argélia, e cuja capital é a cidade de mesmo nome. A população total do distrito era de 48 927 habitantes, em 2008.[carece de fontes?]

## Comunas
O distrito está dividido em cinco comunas:
- Aïn Boucif
- Kef Lakhdar
- Ouled Maaref
- Sidi Damed
- El Ouinet